# Alexanders saga
Alexanders saga es una de las sagas caballerescas, sobre la figura de Alejandro Magno. Fue traducida al nórdico antiguo hacia 1280 de la obra épica de Gautier de Châtillon, procedente de diversos poemas en latín. La historia que aparece en la saga es la misma epopeya de Alejandro, que en islandés se denomina Alexanderskviða. En círculos literarios se considera que la primera traducción de Alexanderskviða fue obra de Brandur Jónsson, obispo de Hólar, (1263-1264), por una cita aparecida en dos versiones de Gyðinga saga (saga de los judíos) que señala a Brandur como autor de la traducción, un trabajo encargado por Magnus VI de Noruega.
La figura de Alejandro Magno era muy popular en la Edad Media, sobre todo en países de influencia latina. Sveinbjörn Egilson hizo lo mismo con Homero (Hómerskviður).

## Manuscritos
La historia se conserva en varios manuscritos y existe en dos versiones, A (versión larga) y B (versión corta):
- AM 519 4.º, la versión larga escrita hacia 1300 de las que dos hojas han desaparecido. Árni Magnússon compró el manuscrito en Bergen en 1690. Se imprimió por primera vez en 1966 con una introducción escrita por Jón Helgason.
- AM 226 fol., la versión corta posiblemente procedente del monasterio de Helgafell entre 1350 y 1370. Es la historia de la pacificación.
- AM 225 fol., una transcripción de AM 226 escrita hacia 1400.
- AM 655 XXIX 4.º, fragmentos de un manuscrito fechado hacia 1300 de los que sobreviven 4 páginas.[3]
- Perg 4.º no. 24, fragmentos de un manuscrito del siglo XV de los que sobreviven 22 páginas.